# Xã Franklin, Quận Clermont, Ohio
Xã Franklin (tiếng Anh: Franklin Township) là một xã thuộc quận Clermont, tiểu bang Ohio, Hoa Kỳ. Năm 2010, dân số của xã này là 4.188 người.